# Aéroport international de Nosy-Be-Fascene
L'aéroport de Fascene (code IATA : NOS • code OACI : FMNN) est un aéroport international situé dans l'est de l'île de Nosy Be, à Madagascar.

## Situation
L'aéroport se trouve à 11 km au nord-est du centre-ville de Hell-Ville, le chef-lieu de l'île. La localité de Fascene, située sur la côte est de Nosy Be, est à 1 km à l'est de l'aéroport.

### Carte des aéroports de Madagascar
| \| 30 km1:4 466 000 \| Ambalabe Ambalavao Ambatomainty Ambatondrazaka Ambilobe Ambohijanahary Mahajanga Ampampamena Ampanihy Analalava Andapa Andavadoaka Ankaizina Ankavandra Ankazoabo BA Arivonimamo Antsalova Antsirabato Antsirabe Antsoa Antsiranana · Arrachart Befandriana · Avaratra Bekily Belo sur · Tsiribihina Besalampy Betioky Doany Farafangana Nosy Be · Fascene Fianarantsoa Ihosy Ilaka-Est Antananarivo · Ivato Mahanoro Maintirano Malaimbandy Mampikony Manakara Mananara Nord Mananjary Mandabe Mandritsara Manja Maroantsetra Miandrivazo Morafenobe Morombe Morondava Port-Bergé Sainte · Marie Samangoky Sambava Soalala Tôlanaro · Fort-Dauphin Tambohorano Toamasina · Ambalamanasy Toliara Tsaratanana Tsiroanomandidy Vangaindrano Vatomandry Vohémar · Vohimarina |
| 30 km1:4 466 000 |

Les aérodromes en gras ont des liaisons régulières commerciales

## Caractéristiques
Le 18 mai 2013, le président malgache Andry Rajoelina inaugurait la fin de la première phase de travaux d’aménagement et d’extension de la piste d’atterrissage. Ces investissements permettent d'augmenter la capacité de l'aéroport en accueillant des Airbus A340 et des Boeing 777, et d'en faire ainsi le deuxième aéroport malgache.

## Trafic
L'aéroport a accueilli 184 000 passagers en 2016

## Compagnies aériennes et destinations
| Compagnies          | Destinations                                          |
| ------------------- | ----------------------------------------------------- |
| Air Austral         | La Réunion-R. Garros                                  |
| Airlink             | Johannesbourg OR Tambo                                |
| Ewa Air             | Dzaoudzi-M. Henry, Diégo Suarez-Antsiranana           |
| Madagascar Airlines | - Antananarivo - Diégo Suarez-Antsiranana (en saison) |
| Neos                | Milan-Malpensa, Rome Léonard-de-Vinci/Fiumicino       |
| Ethiopian Airlines  | Addis-Abeba Bole                                      |
| Lot Polish Airlines | Varsovie-Chopin, Prague-Václav-Havel                  |
|                     |                                                       |
| Arkia               | Tel Aviv - Ben Gourion                                |